# 埼玉県道405号北越谷停車場線

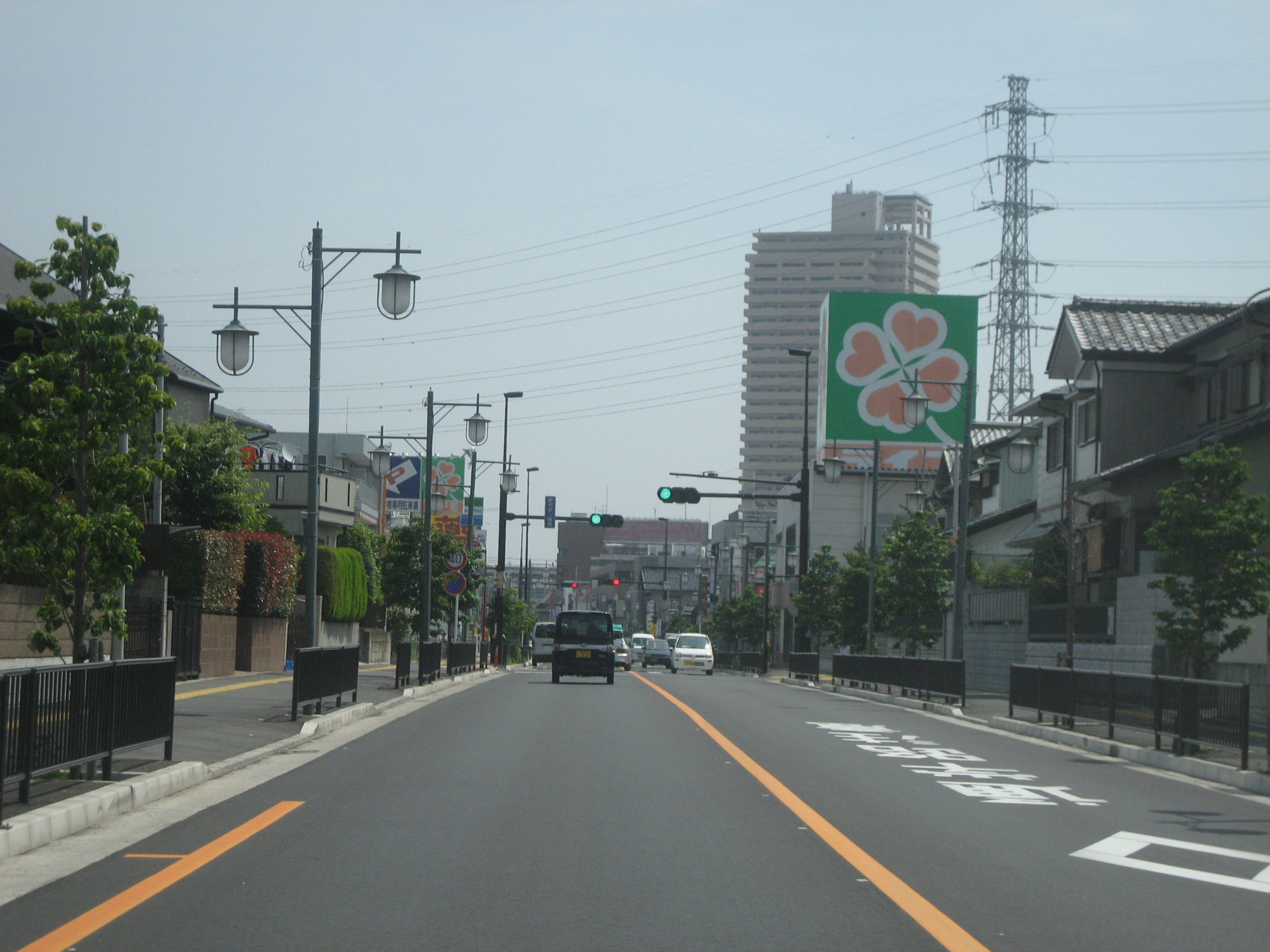
北越谷駅西口方面

埼玉県道405号北越谷停車場線（さいたまけんどう405ごう きたこしがやていしゃじょうせん）は、埼玉県越谷市内を通る一般県道である。北越谷駅から神明橋までの間は電線が地中化されている。

## 起点・終点
- 起点：埼玉県越谷市北越谷（北越谷駅）
- 終点：埼玉県越谷市神明町（神明町交差点）

## 交差している道路
- 埼玉県道52号越谷流山線（埼玉県越谷市）神明町二丁目交差点
- 国道4号（埼玉県越谷市）神明町交差点（終点）

## 沿線の施設
- 北越谷駅
- 東京東信用金庫 北越谷出張所
- 浄光寺
- ライフ 北越谷店
- 北越谷桜堤
- 住宅情報館 越谷店